# Smaragdsteeltje
Smaragdsteeltje (Barbula) is een geslacht van bladmossen uit de kleimosfamilie (Pottiaceae) dat veel relatief onopvallende grond- en rotsmossen omvat. Het is waarschijnlijk een polyfyletisch geslacht.

## Kenmerken
Het zijn meestal vrij korte (0,5–3 cm hoog), rechtopgroeiende mossen met lichte stengels, die vaak grote kussens of grasvelden vormen op het substraat.
De bladeren zijn meestal lancetvormig, bij sommige soorten ook tongvormig. Als ze droog zijn, zijn de bladeren recht of licht gekruld, maar niet gekruld. De hoofdnerf strekt zich uit tot aan de bladpunt of komt kort naar voren, maar niet als een hyaliene glashaar. De laminacellen zijn rechthoekig in het onderste deel van de bladeren, afgerond tot vierkant en dofgroen in het bovenste deel.
De sporenkapsel, staande op een lange, geelachtige of roodachtige seta, is cilindrisch en rechtopstaand. Hun peristoom bestaat uit lange, meestal gedraaide tanden. De calyptra is dopvormig. Veel soorten planten zich echter ook vegetatief voort door middel van rhizoïde gemmen.

## Verspreiding
Het geslacht heeft een kosmopolitische verspreiding.
De meeste soorten groeien op aarde of rotsen, en veel soorten geven de voorkeur aan kalksteen of aarde.

## Taxonomie
Zoals vaak het geval is bij de Pottiaceae-familie, wordt de afbakening van het geslacht betwist. Barbula in bredere zin omvat wereldwijd meer dan 300 soorten. Aan de andere kant wordt ca. 2010 een deel grotendeels gescheiden in afzonderlijke geslachten (Didymodon, Pseudocrossidium) op basis van kenmerken van het peristoom en de bladnerf, evenals op basis van moleculaire gegevens. Conform het systeem van Stech & Frey vindt deze verdeling hier plaats.
Het geslacht Barbula (in engere zin) bestaat wereldwijd uit zo'n 200 soorten. De volgende soorten zijn vertegenwoordigd in Duitsland, Oostenrijk en Zwitserland:
- Barbula amplexifolia
- Barbula bicolor
- Barbula convoluta (Gewoon smaragdsteeltje)
- Barbula crocea
- Barbula enderesii
- Barbula unguiculata (Kleismaragdsteeltje)